# USA Team Handball
USA Team Handball (USATH) er det officielle håndboldforbund i USA, og medlem af IHF og NACHC. USATH's formål er at udvikle og promovere håndbold i USA. Dette gør den via forskellige initiativer bl.a. ved at have et herrelandshold og damelandshold, og afvikle de nationale mesterskaber for klubhold samt collegehold.
På grund af uenighed om finansieringen, en generelle mangel på finanspolitisk disciplin, og beskyldninger om inkompetence, tilbagekaldte US Olympic Committee den 14. februar 2006 de styrende sportsopgaver fra USA's håndboldforbund (US Team Handball Federation), men valgte den 30. april 2008 USA Team Handball som det nye nationale styrende organ for håndbold i USA.

## De amerikanske klubmesterskaber
| Sæson | Værtsby              | Mænd                 | Kvinder               |
| ----- | -------------------- | -------------------- | --------------------- |
| 2009  | Elgin, IL            | New York City TH (2) | Chicago Inter (2)     |
| 2010  | Las Vegas, NV        | Los Angeles TH (1)   | Houston Firehawks (1) |
| 2011  | Salt Lake City, UT   | New York City TH (3) | Chicago Inter (3)     |
| 2012  | Minneapolis, MN      | New York City TH (4) | Chicago Inter (4)     |
| 2013  | Reno, NV             | New York AC (1)      | Chicago Inter (5)     |
| 2014  | Reno, NV             | New York AC (2)      | Dynamo HC (1)         |
| 2015  | York, PA             | New York City TH (5) | Chicago Inter (6)     |
| 2016  | York, PA             | New York AC (2)      | Odenwald (1)          |
| 2017  | Myrtle Beach, SC     | New York City TH (6) | Team Rogue (1)        |
| 2018  | Myrtle Beach, SC     | New York City TH (7) | Team Rogue (2)        |
| 2019  | Myrtle Beach, SC     | SF Calheat (1)       | New York City TH (1)  |
| 2020  | Detroit, MI          | Aflyst pga. COVID-19 | Aflyst pga. COVID-19  |
| 2021  | Aflyst pga. COVID-19 | Aflyst pga. COVID-19 | Aflyst pga. COVID-19  |
| 2022  | Adrian, MI           | SF Calheat (2)       | Handball Quebec (1)   |

## De amerikanske collegemesterskaber
| Sæson | Værtsby              | Mænd                 | Kvinder                          |
| ----- | -------------------- | -------------------- | -------------------------------- |
| 2009  | Colorado Springs, CO | West Point (25)      | University of North Carolina (2) |
| 2010  | Myrtle Beach, SC     | West Point (26)      | University of North Carolina (3) |
| 2011  | Colorado Springs, CO | West Point (27)      | University of North Carolina (4) |
| 2012  | Richmond, VA         | West Point (28)      | West Point (15)                  |
| 2013  | Chapel Hill, NC      | West Point (29)      | West Point (16)                  |
| 2014  | Auburn, AL           | West Point (30)      | West Point (17)                  |
| 2015  | Auburn, AL           | West Point (31)      | West Point (18)                  |
| 2016  | Chapel Hill, NC      | West Point (32)      | West Point (19)                  |
| 2017  | Chapel Hill, NC      | West Point (33)      | West Point (20)                  |
| 2018  | West Point, NY       | West Point (34)      | Penn State (1)                   |
| 2019  | Chapel Hill, NC      | West Point (35)      | West Point (21)                  |
| 2020  | Aflyst pga. COVID-19 | Aflyst pga. COVID-19 | Aflyst pga. COVID-19             |
| 2021  | Aflyst pga. COVID-19 | Aflyst pga. COVID-19 | Aflyst pga. COVID-19             |
| 2022  | Chapel Hill, NC      | West Point (36)      | West Point (22)                  |